# Longomel
Longomel ist eine Gemeinde (Freguesia) im portugiesischen Kreis Ponte de Sor. In ihr leben 978 Einwohner (Stand 19. April 2021).